# Fehérbóbitás elénia
A fehérbóbitás elénia (Elaenia albiceps) a madarak osztályának verébalakúak (Passeriformes) rendjébe a királygébicsfélék (Tyrannidae) családjába tartozó faj.

## Rendszerezése
A fajt Alcide d’Orbigny és Frédéric de Lafresnaye írták le 1837-ben, a Muscipeta nembe Muscipeta albiceps néven.

## Alfajai
- Elaenia albiceps albiceps (Orbigny & Lafresnaye, 1837)
- Elaenia albiceps chilensis[2] Hellmayr, 1927 vagy Elaenia chilensis[1]
- Elaenia albiceps diversa Zimmer, 1941
- Elaenia albiceps griseigularis P. L. Sclater, 1859
- Elaenia albiceps modesta Tschudi, 1844
- Elaenia albiceps urubambae Zimmer, 1941

## Előfordulása
Dél-Amerikában, Argentína, Bolívia, Brazília, Chile, Kolumbia, Ecuador, a Falkland-szigetek, Paraguay, Peru és Uruguay területén honos.
Természetes élőhelyei a szubtrópusi és trópusi hegyi esőerdők, mérsékelt övi erdők, lombhullató erdők és cserjések, valamint emberi környezet. Vonuló faj.

## Megjelenése
Testhossza 15 centiméter, testtömege 15-16 gramm. Fehér tollbóbitát visel a fején.

## Életmódja
Rovarokkal és bogyókkal táplálkozik.

## Természetvédelmi helyzete
Az elterjedési területe rendkívül nagy, egyedszáma pedig stabil. A Természetvédelmi Világszövetség Vörös listáján nem fenyegetett fajként szerepel.